# Colapso ecológico

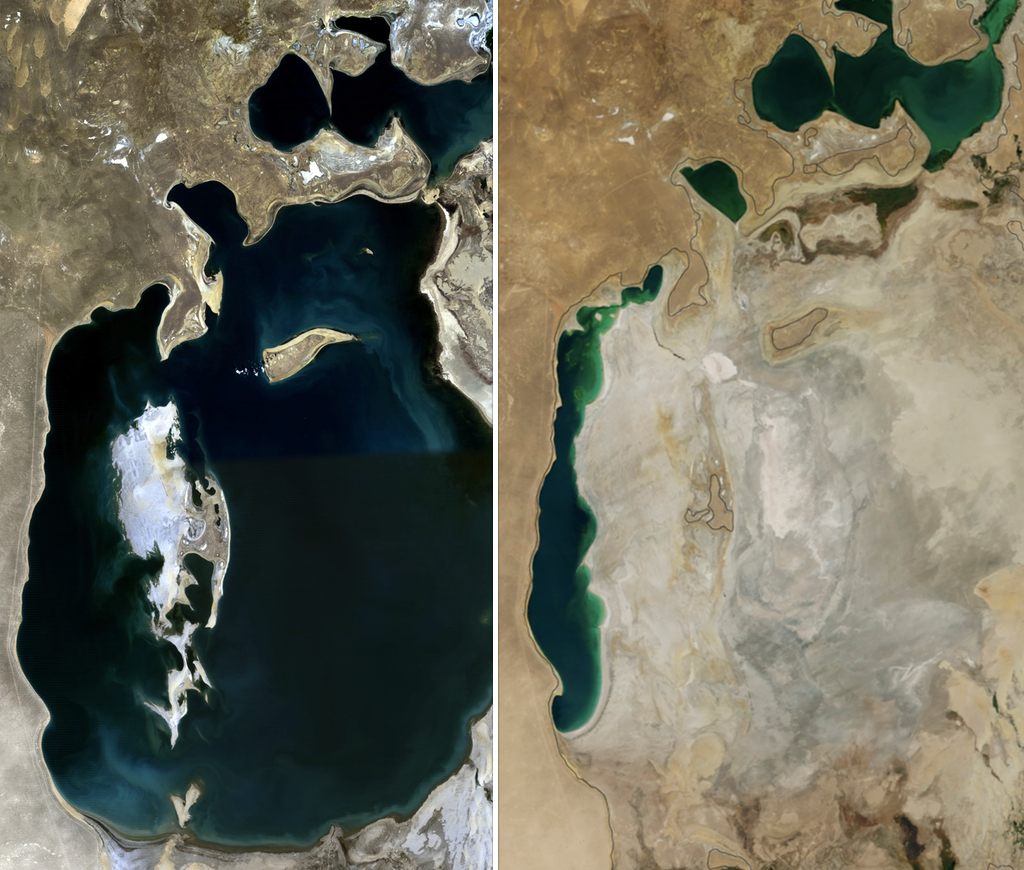
Imagem do Mar de Aral em 1989 (esquerda) e 2014. O Mar de Aral é um exemplo de um ecossistema em colapso. (fonte da imagem: NASA)

Um ecossistema (do grego antigo οἶκος, 'casa' e σύστημα sýstema 'o conjunto', 'o conectado') é definido como um conjunto de organismos que interagem dentro de um ambiente biofísico. :458 Os ecossistemas jamais são estáticos e estão continuamente sujeitos a processos de estabilização e desestabilização. Os processos de estabilização permitem que os ecossistemas respondam adequadamente às mudanças desestabilizadoras, ou perturbações, ou que se recuperem da degradação induzida por elas; no entanto, se os processos desestabilizadores se tornarem suficientemente fortes ou rápidos para cruzar um limiar crítico dentro desse ecossistema, frequentemente descrito como um "ponto de inflexão" ecológico, ocorre um colapso ecológico. 
O colapso ecológico não significa o desaparecimento total da vida em uma área, mas resulta na perda das características definidoras do ecossistema original, geralmente incluindo os serviços ecossistêmicos que ele pode ter fornecido. O colapso de um ecossistema é efetivamente irreversível na maioria das vezes e, mesmo que a reversão seja possível, tende a ser lenta e difícil.  Ecossistemas frágeis podem entrar em colapso mesmo durante um período de relativa estabilidade, o que normalmente leva à sua substituição por um sistema mais resiliente na biosfera. No entanto, mesmo os ecossistemas resilientes podem desaparecer durante os períodos de rápidas mudanças ambientais. O registro fóssil possui exemplos de ecossistemas que colapsaram, como é o caso do colapso da floresta tropical do Carbonífero e o colapso dos ecossistemas do Lago Baikal e do Lago Khuvsgul durante o Último Máximo Glacial. 
Atualmente, o evento de extinção em curso é causado principalmente pelo impacto humano no ambiente, e a maior perda de biodiversidade até agora foi devido à degradação e fragmentação do habitat, que acaba por destruir ecossistemas inteiros se não for controlada. Houve vários exemplos notáveis de tal colapso do ecossistema no passado recente, como o colapso da pesca do bacalhau no noroeste do Atlântico. É provável que ocorram mais eventos similares caso não sejam feitas mudanças significativas no comportamento humano, uma vez que as estimativas mostram que 87% dos oceanos e 77% da superfície terrestre foram alterados pela humanidade, com 30% da área terrestre global degradada e um declínio global na resiliência dos ecossistemas. O desmatamento da Floresta Amazônica é o exemplo mais dramático de um ecossistema massivo e contínuo, com uma enorme biodiversidade, que está sob a ameaça imediata da destruição do habitat devido à exploração madeireira e da ameaça menos visível, mas sempre crescente e persistente, das mudanças climáticas. 
A conservação biológica pode ajudar a preservar espécies e ecossistemas ameaçados. No entanto, o tempo é um fator essencial. Assim como as intervenções para preservar uma espécie precisam ocorrer antes que ela fique abaixo dos limites populacionais viáveis, os esforços para proteger os ecossistemas devem ocorrer em resposta a sinais de alerta precoces, antes que o ponto de inflexão seja alcançado. Além disso, há uma lacuna substancial entre o conhecimento científico sobre como as extinções ocorrem e o conhecimento sobre como os ecossistemas entram em colapso. Embora tenha havido esforços para criar critérios objetivos para determinar quando um ecossistema corre risco de colapso, eles são relativamente recentes e ainda não são tão abrangentes. Embora a Lista Vermelha de espécies ameaçadas da IUCN exista há décadas, a Lista Vermelha de Ecossistemas da IUCN começou a ser desenvolvida somente em 2008. 

## Definição
O colapso ecológico foi definido como a "transformação de identidade, perda de características definidoras e substituição por um novo ecossistema" e envolve a perda de "características bióticas ou abióticas definidoras", incluindo a capacidade de sustentar as espécies que costumavam estar associadas a esse ecossistema. De acordo com outra definição, é "uma mudança de um estado de base para um ponto em que um ecossistema perde as principais características e funções definidoras, e é caracterizada pelo declínio da extensão espacial, aumento da degradação ambiental, diminuição ou perda de espécies-chave, perturbação dos processos bióticos e, em última análise, perda de serviços e funções ambientais". O colapso ecológico também foi descrito como "análogo à extinção de espécies" e, em muitos casos, é irreversível, com um novo ecossistema surgindo em seu lugar, que pode reter algumas características do ecossistema anterior, mas alterando muito a estrutura e a função. Existem exceções em que um ecossistema pode ser recuperado após o ponto de colapso, mas, por definição, será sempre muito mais difícil reverter um colapso do que permitir que um ecossistema degradado mas funcional se recupere. 

## Fatores

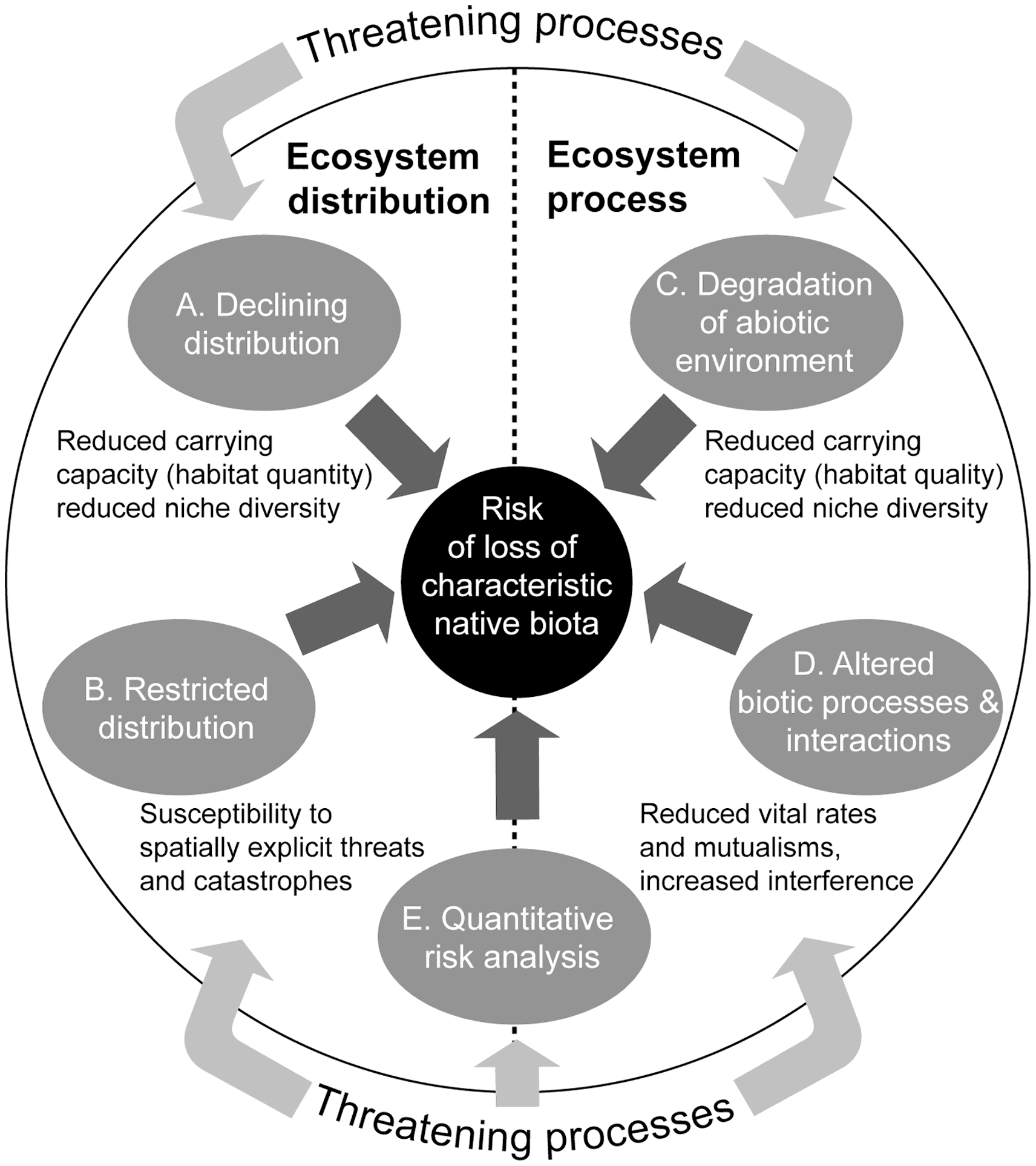
Um diagrama dos fatores típicos do colapso do ecossistema.

Embora os eventos de colapso possam ocorrer naturalmente — através de incêndios naturais, deslizamentos, inundações, eventos climáticos severos, doenças ou invasão de espécies — tem havido um aumento notável nas perturbações causadas pelo homem nos últimos cinquenta anos.  A combinação de alterações ambientais e a presença de atividade humana é cada vez mais prejudicial para todos os tipos de ecossistema, uma vez que a ação humana abusiva costuma aumentar o risco de alterações abruptas (e potencialmente irreversíveis) após uma alterações ambiental; sendo que sem a ação humana, o sistema poderia recuperar-se após tal evento. 
Alguns comportamentos que induzem a transformação são: intervenção humana no equilíbrio da diversidade local (através da introdução de novas espécies ou sobre-exploração), alterações no equilíbrio químico dos ambientes através da poluição, modificações do clima ou do tempo local com alterações climáticas antropogênicas e destruição ou fragmentação de habitats em sistemas tanto terrestres como marinhos. Por exemplo, descobriu-se que o pastoreio excessivo tem causado degradação do solo, especialmente no sul da Europa, o que é outro fator que leva ao colapso ecológico e à perda da paisagem natural. A gestão adequada dos biomas pastoris pode atenuar o risco de desertificação.
Apesar das fortes evidências empíricas e das perturbações altamente visíveis que induzem o colapso, antecipar o colapso é um problema complexo. O colapso pode ocorrer quando a extensão do ecossistema chega a um tamanho abaixo do mínimo sustentável ou quando processos e características bióticas importantes desaparecem devido à degradação ambiental ou à interrupção das interações bióticas. Estes diferentes caminhos para o colapso podem ser usados como critérios para calcular o risco de colapso ecológico.  Embora os estados de colapso ecológico sejam frequentemente definidos quantitativamente, poucos estudos descrevem adequadamente as transições do estado original ou primitivo para o colapso. 

## Registro geológico
Uma pesquisa de 2004 demonstrou como, durante o Último Máximo Glacial (UMG), as alterações no ambiente e no clima levaram ao colapso dos ecossistemas do Lago Baikal e do Lago Khuvsgul, o que impulsionou a evolução das espécies.  O colapso do ecossistema de Khuvsgul durante o UGM deu origem a um novo ecossistema, com biodiversidade limitada em espécies e baixos níveis de endemismo, durante o Holoceno. Essa pesquisa também mostra como o colapso do ecossistema durante o UGM no Lago Khuvsgul levou a níveis mais altos de diversidade e níveis mais altos de endemismo como um subproduto da evolução subsequente.
No período Carbonífero, florestas de carvão (que são grandes áreas úmidas tropicais) se estendiam por grande parte da Euramérica (Europa e América). Esta massa terrestre sustentava enormes licopsídeos que se fragmentaram e entraram em colapso abruptamente. O colapso das florestas tropicais durante o Carbonífero foi atribuído a múltiplas causas, incluindo as mudanças climáticas e o vulcanismo.  Especificamente, nessa época o clima se tornou mais frio e seco, condições que não são favoráveis ao crescimento das florestas tropicais e de grande parte da biodiversidade dentro delas. O colapso repentino no ambiente terrestre fez com que muitas plantas vasculares grandes, artrópodes gigantes e diversos anfíbios se extinguissem, permitindo que plantas com sementes e amniotas assumissem o controle (mas parentes menores dos afetados também sobreviveram). 

## Exemplos históricos de ecossistemas em colapso

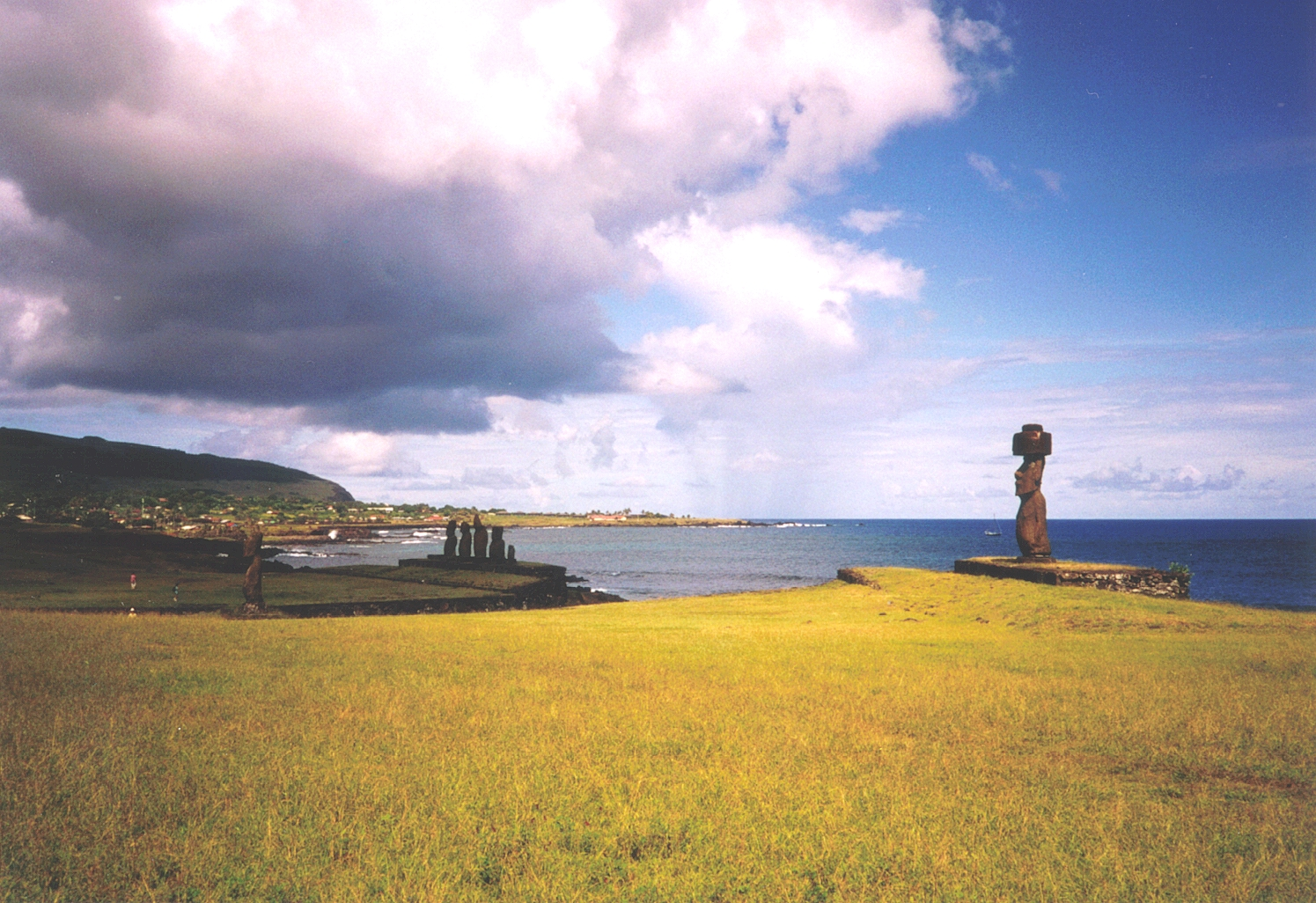
As florestas subtropicais decíduas desapareceram da Ilha de Páscoa. A ilha é atualmente coberta principalmente por pastagens de nga'atu ou junco (Schoenoplectus californicus tatora) nos lagos das crateras de Rano Raraku e Rano Kau.

As florestas subtropicais decíduas de Rapa Nui, na Ilha de Páscoa, anteriormente dominadas por uma palmeira endêmica, são consideradas em colapso devido aos efeitos combinados da sobre-exploração, das mudanças climáticas e da introdução de ratos de espécies invasoras.
O Mar de Aral era um lago endorreico entre o Cazaquistão e o Uzbequistão. Já foi considerado um dos maiores lagos do mundo, mas vem encolhendo desde a década de 1960, quando rios que o alimentavam foram desviados para irrigação em larga escala. Em 1997, havia diminuído para 10% do seu tamanho original, dividindo-se em lagos hipersalinos muito menores, enquanto as áreas secas transformaram-se em estepes desérticas. 
A mudança de regime no ecossistema de afloramento do norte de Benguela é considerada um exemplo de colapso do ecossistema em ambientes marinhos abertos.  Antes da década de 1970, as sardinhas eram os principais consumidores vertebrados do sistema, mas a sobrepesca e dois eventos climáticos adversos (o El Niño de Benguela em 1974 e 1984) levaram a um estado de empobrecimento do ecossistema com alta biomassa de medusas e do peixe Sufflogobius bibarbatus. 
Outro exemplo notável é o colapso do bacalhau nos Grandes Bancos da Terra Nova, Canadá, no início da década de 1990, quando a sobrepesca reduziu as populações de peixes para 1% dos seus níveis históricos.

### Detecção e monitoramento precoce

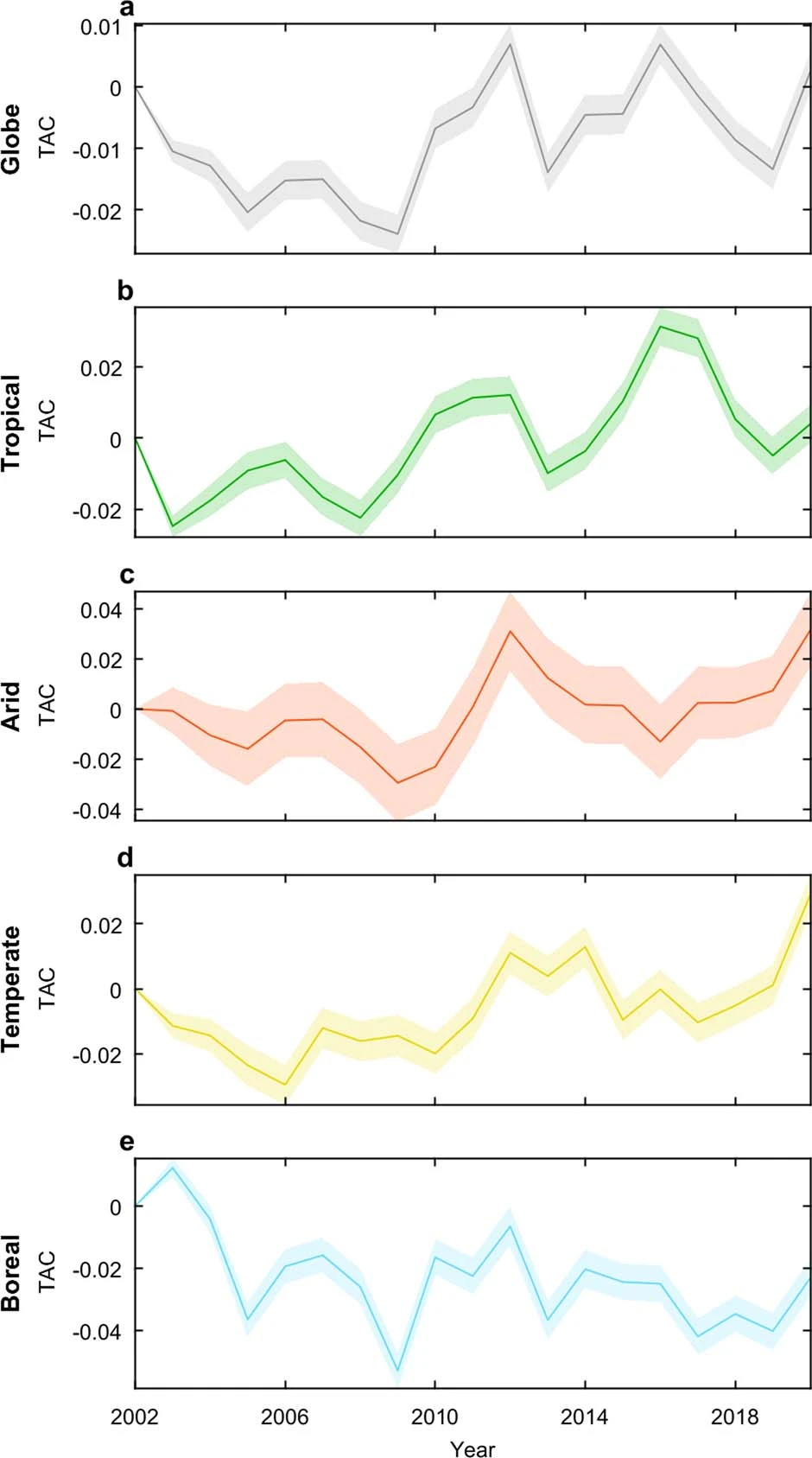
Sinais de declínio da resiliência florestal devido às mudanças climáticas.

Cientistas conseguem prever pontos de inflexão do colapso ecológico. O modelo mais frequentemente usado para prever o colapso da cadeia alimentar é o R50. No entanto, há outros: por exemplo, as avaliações de ecossistemas marinhos podem usar o RAM Legacy Stock Assessment Database (Banco de Dados de Avaliação de Estoques Legados do RAM), uma compilação de resultados de avaliação de populações marinhas exploradas comercialmente em todo o mundo.
A medição da "desaceleração crítica" ("critical slowing down", CSD) é uma abordagem que visa identificar sinais de alerta precoce para um possível ou provável início de colapso iminente. Refere-se à recuperação cada vez mais lenta de perturbações.  
Em 2020, um artigo sugeriu que, uma vez atingido um "ponto sem retorno", as perturbações não ocorrem de maneira gradual, mas rapidamente. De acordo com essa previsão a Floresta Amazônica poderia se transformar em uma savana, composta de árvores e gramíneas, dentro de 50 anos e os recifes de corais do Caribe poderia entrar em colapso dentro de 15 anos, uma vez atingido o estado de colapso.    Outro estudo indicou que grandes perturbações nos ecossistemas ocorrerão mais cedo sob mudanças climáticas mais intensas: no cenário de altas emissões RCP8.5, os ecossistemas dos oceanos tropicais seriam os primeiros a sofrer perturbações abruptas antes de 2030, seguidos pelas florestas tropicais e ambientes polares até 2050. No total, 15% dos conjuntos ecológicos teriam mais de 20% das suas espécies abruptamente interrompidas se o aquecimento eventualmente atingisse 4º C (7.2º F); em contraste, isso aconteceria com menos de 2% dos ecosistemas se o aquecimento permanecesse abaixo de 2º C (3.0º F). 

### Colapso da floresta tropical

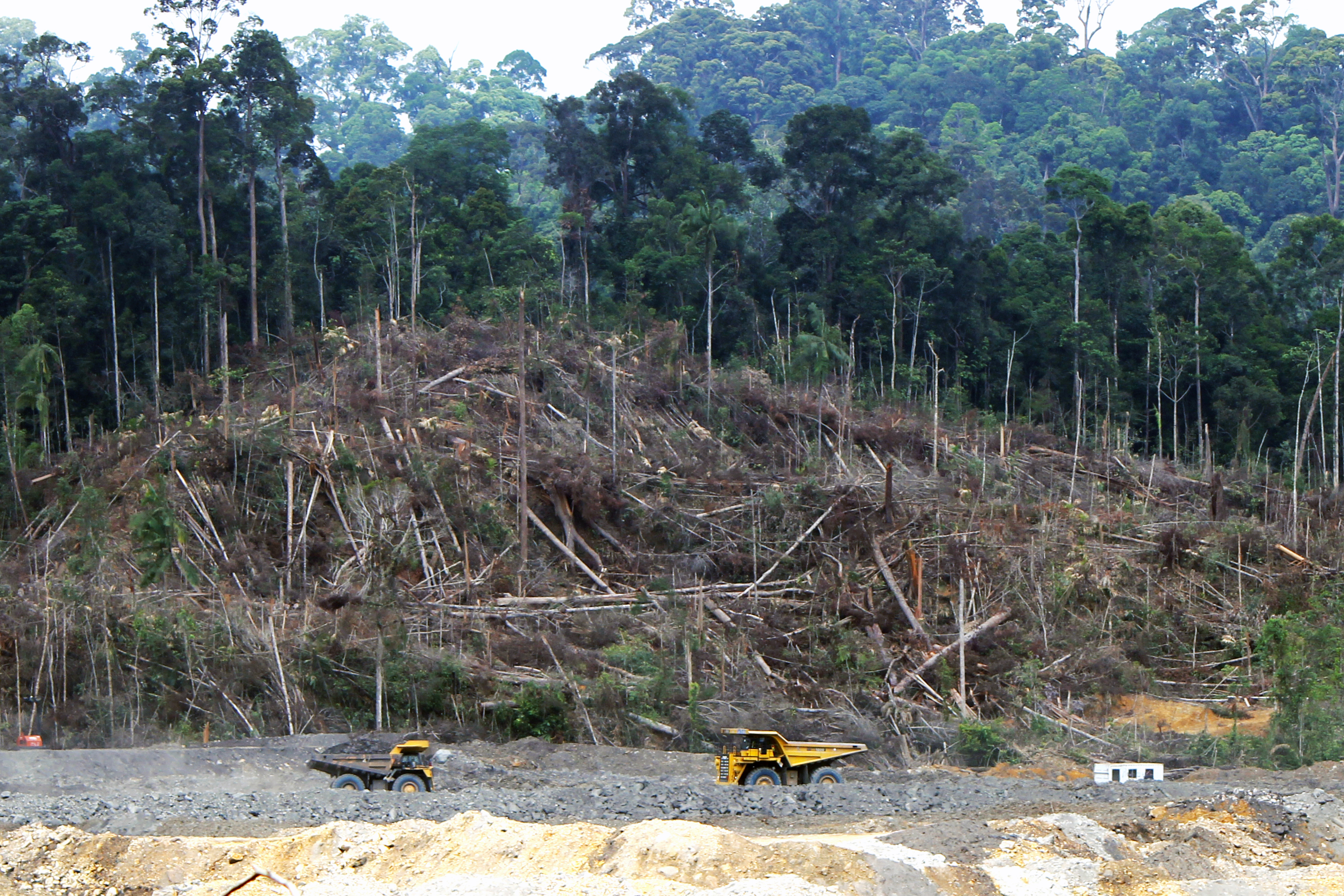
Árvores sendo derrubadas em Kalimantan, a parte indonésia da ilha de Bornéu, em 2013, para dar lugar a um novo projeto de mineração de carvão

Um padrão clássico de fragmentação florestal que ocorre em muitas florestas tropicais, incluindo as da Amazônia, é o padrão de "espinha de peixe", gerado pela construção de estradas na floresta. Isto é muito preocupante, não só devido à perda de um bioma com muitos recursos inexplorados e à morte generalizada de organismos vivos, mas também porque se sabe que a extinção de espécies vegetais e animais está correlacionada com a fragmentação do habitat. 
Em 2022, uma pesquisa mostrou que mais de três quartos da Floresta Amazônica tem perdido resiliência devido ao desmatamento e às mudanças climáticas desde o início dos anos 2000, reforçando a teoria de que este ecosistema se aproxima de uma transição crítica. Outro estudo de 2022 descobriu que florestas tropicais, áridas e temperadas estão perdendo resiliência em escala considerável.

### Recifes de coral
Uma grande preocupação para os biólogos marinhos é o colapso dos ecossistemas de recifes de coral. Quase nenhum outro ecossistema é tão vulnerável às mudanças climáticas quanto os recifes de corais. Estimativas de 2022 mostram que mesmo com um aumento médio global de 1,5 °C (2,7 °F) em relação às temperaturas pré-industriais, apenas 0,2% dos recifes de corais do mundo ainda seriam capazes de suportar ondas de calor marinhas, em oposição aos 84% que conseguem fazer isso agora, com o número caindo para 0% com um aquecimento de 2 °C (3,6 °F) e além. No entanto, foi descoberto em 2021 que cada metro quadrado de área de recife de coral contém cerca de 30 corais individuais, e o número total de recifes no Oceano Pacífico é estimado em meio trilhão, o equivalente a todas as árvores da Amazônia ou a todos os pássaros do mundo. Sendo assim, prevê-se que a maioria das espécies individuais de recifes de corais evite a extinção, mesmo que os recifes de corais deixem de funcionar como os ecossistemas que conhecemos.
Um estudo de 2013 descobriu que entre 47 e 73 espécies de corais (6–9%) são vulneráveis às mudanças climáticas, embora já estejam ameaçadas de extinção de acordo com a Lista Vermelha da IUCN, e entre 74 e174 (9–22%) espécies de corais não eram vulneráveis à extinção no momento da publicação, mas poderiam ser ameaçadas pelas mudanças climáticas contínuas, tornando-as uma futura prioridade de conservação. Os autores das estimativas recentes do número de corais sugerem que essas projeções mais antigas eram muito altas, embora isso tenha sido contestado.

## Conservação e reversão
Até o momento não há muita informação sobre métodos eficazes de conservação ou reversão do colapso ecológico. Em vez disso, tem havido um foco crescente na previsibilidade do colapso ecológico, se é possível e se é produtivo explorá-lo. Isso provavelmente ocorre porque estudos completos de ecossistemas em risco são um desenvolvimento e uma tendência mais recentes em campos ecológicos, de modo que a dinâmica do colapso é muito recente para ser observada. Como os estudos ainda não são de longo prazo, pode ser difícil tirar conclusões sobre a reversibilidade ou o potencial de transformação em estudos mais recentes e mais focados.